# Stade Pampeloponnisiakó
Le stade Pampeloponnisiakó (en grec moderne : Παμπελοποννησιακό Στάδιο) est un stade multifonction de 23 588 places assises pour le sport, situé à Patras en Grèce. 
Principalement utilisé pour le football, il accueille les matches du Panachaïkí, club évoluant en 2013-2014 en Football League.

## Histoire
Construite en 1981, l'enceinte est entièrement rebâtie à l'occasion des Jeux olympiques d'été de 2004. Elle accueille à cette occasion des matches du premier tour et un quarts de finale du tournoi olympique de football masculin et aussi, des matches du premier tour, un quarts de finale et une demi-finale du tournoi olympique de football féminin.
Le premier véritable match international, Grèce-Chypre, se déroule le 19 mai 2008 devant 16 216 spectateurs. La Grèce s'impose deux buts à zéro.

## Événements
- Jeux olympiques d'été de 2004
- Finale de la Coupe de Grèce 2004-2005 qui oppose l'Olympiakos à l'Aris Salonique (21 mai 2005)

## Galerie

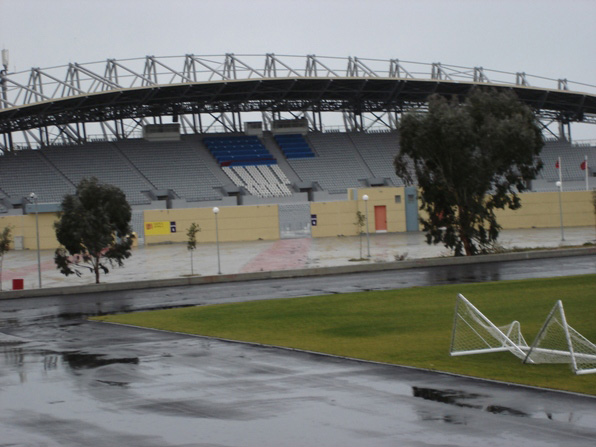

### Matches des JO 2004 (épreuve masculine)
| Date         | Heure (UTC+1) | Equipe n°1           | Score | Equipe n°2           | Tour             | Spectateurs |
| ------------ | ------------- | -------------------- | ----- | -------------------- | ---------------- | ----------- |
| 11 août 2004 | 20.30         | Argentine            | 6 – 0 | Serbie-et-Monténégro | Groupe C         | 14 675      |
| 12 août 2004 | 20.30         | Irak                 | 4 – 2 | Portugal             | Groupe D         | 5 689       |
| 14 août 2004 | 20.30         | Argentine            | 2 – 0 | Tunisie              | Groupe C         | 5 512       |
| 17 août 2004 | 20.30         | Serbie-et-Monténégro | 2 – 3 | Tunisie              | Groupe C         | 5 512       |
| 18 août 2004 | 20.30         | Maroc                | 2 – 1 | Irak                 | Groupe D         | 4 019       |
| 21 août 2004 | 21.00         | Argentine            | 4 – 0 | Costa Rica           | Quarts de finale | 9 929       |

### Matches des JO 2004 (épreuve féminine)
| Date         | Heure (UTC+1) | Equipe n°1 | Score | Equipe n°2 | Tour             | Spectateurs |
| ------------ | ------------- | ---------- | ----- | ---------- | ---------------- | ----------- |
| 11 août 2004 | 18.00         | Allemagne  | 8 – 0 | Chine      | Groupe F         | 14 657      |
| 14 août 2004 | 18.00         | Chine      | 1 – 1 | Mexique    | Groupe F         | 5 112       |
| 17 août 2004 | 20.30         | Grèce      | 0 – 7 | Brésil     | Groupe G         | 7 214       |
| 20 août 2004 | 18.00         | Allemagne  | 2 – 1 | Nigeria    | Quarts de finale | 2 531       |
| 23 août 2004 | 18.00         | Brésil     | 1 – 0 | Suède      | demi-finale      | 1 511       |